# Mauerkirchen
Mauerkirchen osztrák mezőváros Felső-Ausztria Braunau am Inn-i járásában. 2019 januárjában 2534 lakosa volt. 

## Elhelyezkedése

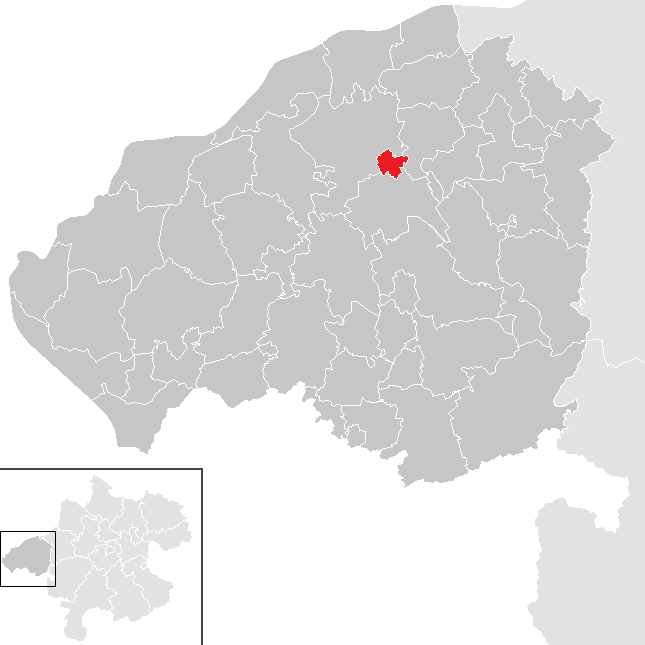
Mauerkirchen a Braunau am Inn-i járásban

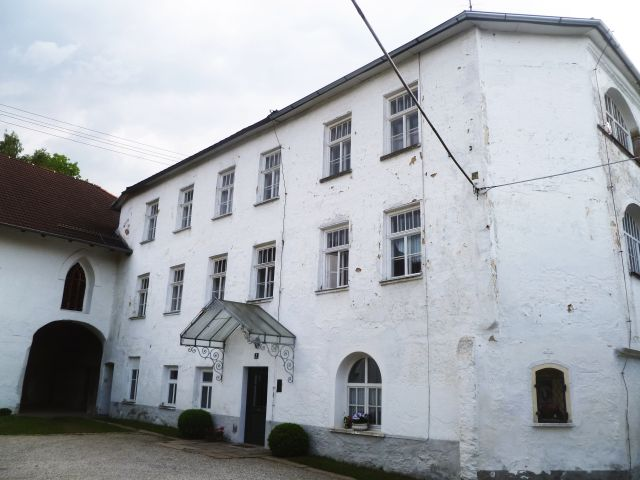
A spitzenbergi kastély

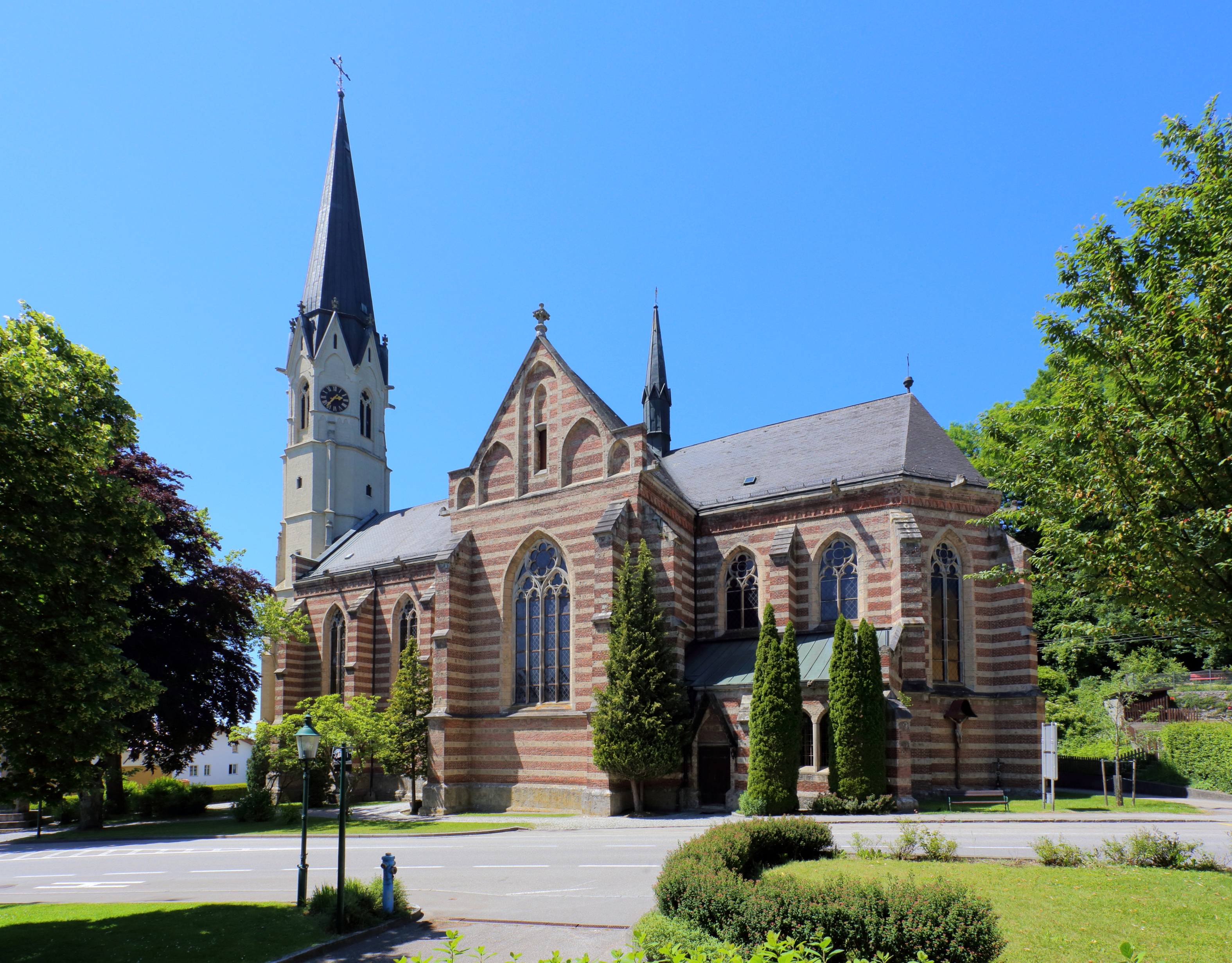
A Szűz Mária mennybevétele-plébániateplom

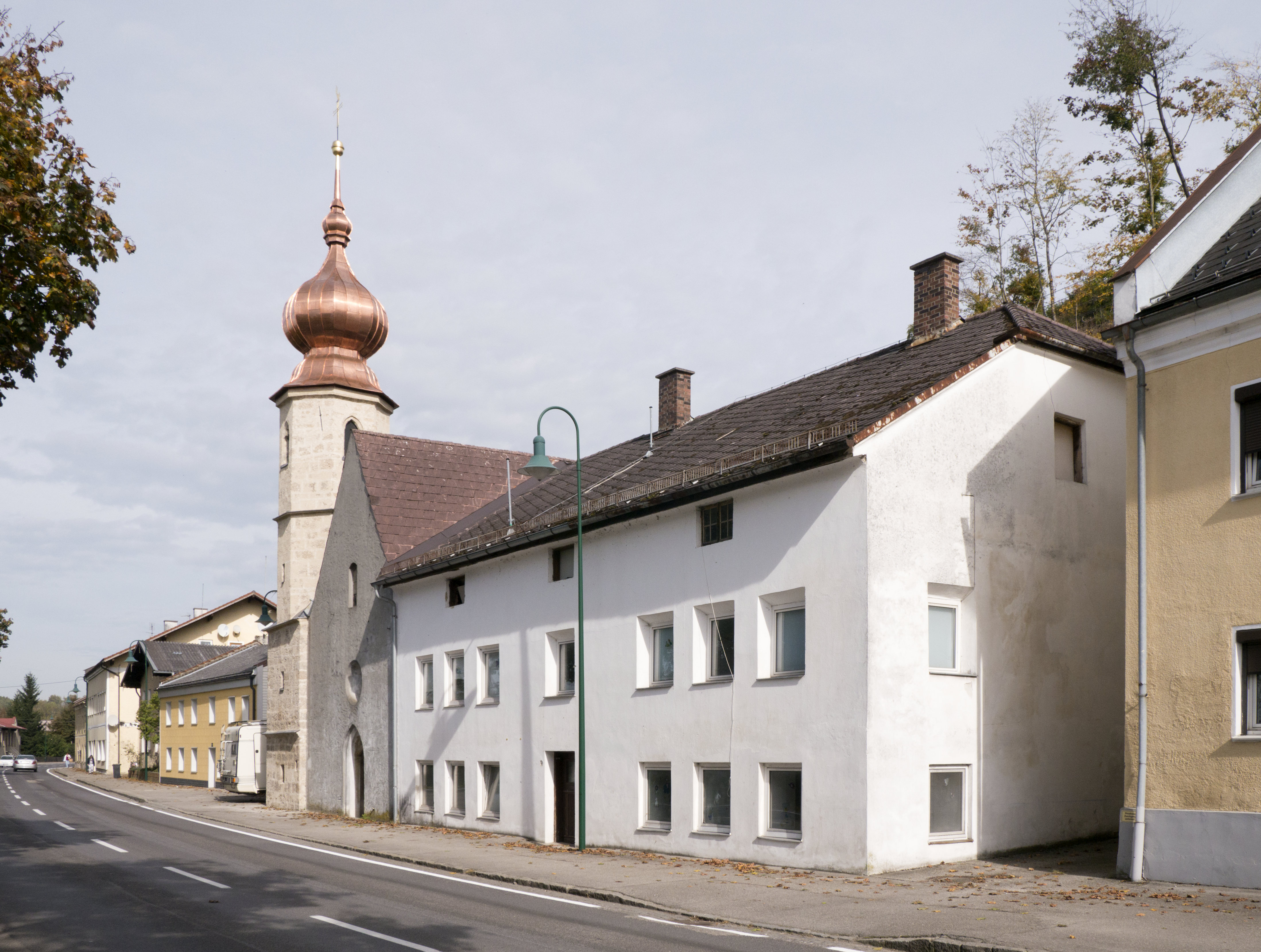
A Szentlélek-ispotálytemplom

Mauerkirchen Felső-Ausztria Innviertel régiójában fekszik a Mattig folyó jobb partján. Területének 3,3%-a erdő, 63,3% áll mezőgazdasági művelés alatt. Az önkormányzat 4 településrészt és falut egyesít: Biburg (77 lakos 2018-ban), Mauerkirchen (2384), Spitzenberg (95) és Unterbrunning (10).
A környező önkormányzatok: északkeletre Moosbach, délre Helpfau-Uttendorf, északnyugatra Burgkirchen. 

## Története
Feltételezések szerint a 757-ben említett Proun település a mai Mauerkirchennel azonos, amely akkor kapta mai nevét ("faltemplom") amikor régi fatemplomát kőtemplomra cserélték. Ennek felszentelésére 912 körül kerülhetett sor, bár a dátum oklevéllel nem alátámasztott. 948-ban I. Henrik bajor herceg a kalandozó magyarok felett aratott győzelme után két, ércből készült lovasszobrot adományozott a templomnak, amelyek az épület 1297-es leégésekor elolvadtak. Öntöttvas másolataikat újra elhelyezték az 1300 körül újjáépített templomnak, ám ezek az 1865-ös tűzvészben szintén elpusztultak. 
Mauerkirchen mai nevének első említése 1276-ból származik. II. István bajor-landshuti herceg 1373-ban mezővárosi jogokat adományozott a településnek. Címerének első ábrázolása egy 1476-os oklevél pecsétjén látható. 1450-től járásbírósági központ és itt volt a székhelye a bajor herceg környező birtokaira kinevezett fővadászmesterének is. A 15. század elejétől latin és német nyelvű egyházközségi iskola működött Mauerkirchenben. 1549-ben IV. Vilmos herceg tornyot építtetett a mezővárosban. A harmincéves háborúban a fosztogatások és rekvirálások nagy anyagi károkat okoztak a településnek, de ostromra nem került sor. A lakosok életét pestisjárvány és éhínség tette még nyomorúságosabbá. A fából épült házak miatt több alkalommal pusztított tűzvész; az 1701-es különösen nagy károkat okozott. 1768-ban meteorit hullott a városra, amely nagy pánikot okozott (a meteorit ma a müncheni ásványtani gyűjteményben található). A feljegyzések szerint az Innviertel utolsó medvéjét 1772-ben ölték meg a mauerkircheni plébánia erdejében. 
1779-ben a bajor örökösödési háborút lezáró tescheni béke következtében az egész Innviertel –  benne Mauerkirchen –  a Bajor Hercegségtől átkerült Ausztriához. A napóleoni háborúk során néhány évre visszakerült a franciabarát Bajorországhoz, de 1814-ben Ausztria visszaszerezte a területet. 1865-ben egy nagy tűzvész a mezőváros nagy részét elpusztította. 1972-ban elkészült a Mattigtalbahn vasútvonala. 1938-ban Ausztria csatlakozott a Német Birodalomhoz; Mauerkirchent az Oberdonaui gauba sorolták be. A második világháború után az amerikaiak Mauerkirchenben rendezték be egyik nagy regisztrációs táborukat, ahol mintegy 300 ezer hadifoglyot engedtek szabadon. 

## Lakosság
A mauerkircheni önkormányzat területén 2019 januárjában 2534 fő élt. A lakosságszám 1923 óta többé-kevésbé gyarapodó tendenciát mutat. 2016-ban a helybeliek 75,4%-a volt osztrák állampolgár; a külföldiek közül 2,5% a régi (2004 előtti), 10,1% az új EU-tagállamokból érkezett. 8,8% a volt Jugoszlávia (Szlovénia és Horvátország nélkül) vagy Törökország, 3,2% egyéb országok polgára. 2001-ben a lakosok 72,8%-a római katolikusnak, 8,7% evangélikusnak, 7,5% ortodoxnak, 4% mohamedánnak, 5,5% pedig felekezeten kívülinek vallotta magát. Ugyanekkor 3 magyar élt a mezővárosban; a nagyobb nemzetiségi csoportokat a német (87,3%) mellett a szerbek (9,1%) és a bosnyákok (1,6%) alkották.
A lakosság számának változása:

| 2016 | 2 463 |
| 2018 | 2 566 |

## Látnivalók
- a spitzenbergi kastély
- a Szűz Mária mennybevétele-plébániatemplom az 1865-ös tűzvész után teljesen újjáépült neogótikus stílusban
- a Szentlélek-templom

## Fordítás
- Ez a szócikk részben vagy egészben  a   Mauerkirchen című német Wikipédia-szócikk ezen változatának fordításán alapul.  Az eredeti cikk szerkesztőit annak laptörténete sorolja fel. Ez a jelzés csupán a megfogalmazás eredetét és a szerzői jogokat jelzi, nem szolgál a cikkben szereplő információk forrásmegjelöléseként.